# (1287) Lorcia
(1287) Lorcia ist ein Asteroid des Hauptgürtels, der am 25. August 1933 vom belgischen Astronomen Sylvain Julien Victor Arend in Ukkel entdeckt wurde.
Der Asteroid ist nach der Ehefrau des polnischen Astronomen Tadeusz Banachiewicz benannt.